# 샤키 머신
샤키 머신(Sharky's Machine)은 미국에서 제작된 버트 레이놀즈 감독의 1981년 범죄 영화이다. 버트 레이놀즈 등이 주연으로 출연하였고 행크 문진 등이 제작에 참여하였다. 1978년 소설 Sharky's Machine을 각색한 작품이다.
이 영화는 1981년 12월 18일 워너브라더스를 통해 개봉하였으며 평론가들로부터 대체적으로 긍정적인 평을 받았다.

## 출연

### 주연
- 버트 레이놀즈

### 조연
- 비토리오 가스만
- 브라이언 키이스
- 찰스 더닝
- 얼 홀리먼

## 제작진
- 원작자: 윌리엄 디엘
- 협력프로듀서: 에드워드 티츠
- 미술: 월터 스콧 헌돈